# Apanteles consimilis
Apanteles consimilis är en stekelart som beskrevs av Henry Lorenz Viereck 1911. Apanteles consimilis ingår i släktet Apanteles och familjen bracksteklar. Inga underarter finns listade i Catalogue of Life.